# Gerbilliscus
Gerbilliscus és un gènere de rosegadors de la família dels múrids. Conté una desena llarga d'espècies, totes oriündes d'Àfrica. Anteriorment era considerat un subgènere de Tatera. Els representants d'aquest grup tenen la morfologia típica dels jerbus petits. Tenen una llargada de cap a gropa de 9–20 cm, la cua de 13–25 cm i un pes de 30–227 g segons l'espècie.